# Sabit Orudjev
 (avril 2022).
Sabit Orudjev (en azéri : Sabit Atababa oğlu Orucov ; né le 18 (31 mai) 1912 à Bakou et mort le 20 avril 1981 à Moscou, RSFSR) est un homme d’État soviétique, ministre de l'Industrie gazière de l'URSS (20 septembre 1972 - 20 avril 1981), membre correspondant de l'Académie des sciences de la RSS d'Azerbaïdjan (1967) et héros du travail socialiste.

## Biographie
À l'âge de 16 ans, Orudjev commence à enseigner dans une école rurale pour l'alphabétisation de la population, où des personnes parfois beaucoup plus âgées que lui deviennent ses élèves. Cependant, le travail d'enseignant ne l'attire pas beaucoup. Orudjev s’intéresse plus par le domaine de l'industrie pétrolière qui est en développement rapide à l’époque. Par conséquent, il entre à l'Université industrielle d'Azerbaïdjan, dont il sort en 1936, diplômé avec mention comme ingénieur des mines - pétrolier.

## Parcours professionnel
Après la défense de sa thèse, Sabit Orudjev est envoyé au trust Ordjonikidzeneft
Dans la nouvelle organisation, il devient contremaître, puis gestionnaire. Ensuite, d'autres institutions se suivent : Azneftekombinat, Azneft, Glavzapadneftedobycha, Krasnodarneft...
En 1949, Orudjev est nommé à la tête de Glavmorneft et se consacre aux problèmes de la production pétrolière offshore.
En 1955, il devient le vice-ministre de l'industrie pétrolière de l'URSS.
Orudjev développe et brevette la conception d'une base de gros blocs en eau profonde d'appareils de forage offshore, décrivant en détail ses principes dans une monographie. Le sujet de la thèse de doctorat était "Méthode de développement de nouveaux champs pétrolifères dans la mer Caspienne par des bases de gros blocs en eau profonde d'appareils de forage offshore".
En septembre 1972, il devient Ministre de l'Industrie gazière de l'URSS.

## Récompenses et prix
- 3 Ordre de Lénine
- Ordre de la Révolution d'Octobre
- 4 Ordres du Drapeau rouge du Travail
- Médailles
- Prix Lénine (1970)  pour le développement et la mise en œuvre de solutions techniques et technologiques intégrées hautement efficaces qui ont assuré le développement accéléré de la production pétrolière dans la région de Tyumen.
- Prix Staline du troisième degré (1950) pour le développement et la mise en œuvre d'une méthode efficace pour augmenter la production de pétrole
- Prix Staline du premier degré (1951) pour la découverte et le développement de champs pétrolifères offshore.

## Mémoire
Son nom est donné à
- l’Association de production d'Urengoy pour la production de gaz,
- Au quai dans la ville de Nadym,
- au paquebot Association "Kaspmorneftegazprom",
- l'une des rues de Bakou,
- la rue du village d'Aleksandrovskoe, district d'Aleksandrovsky, région de Tomsk,
- l’école en Ouzbékistan (région de Khorezm, ville de Khiva).
- le buste d'Orudjev a été érigé dans la ville de Novy Ourengoï
- une plaque commémorative a été installée sur le mur d'une maison à Bakou, dans l'immeuble résidentiel de Sabit Orudjev.
- une plaque commémorative sur la façade de la maison résidentielle à Moscou[3].